# Campeonato Brasileiro Série C 2021
Il Campeonato Brasileiro Série C 2021 è stata la 32ª edizione del Campeonato Brasileiro Série C.

## Squadre partecipanti
| Squadra              | Città              | Stato             | Allenatore                                           |
| -------------------- | ------------------ | ----------------- | ---------------------------------------------------- |
| Altos                | Altos              | Piauí             | - Marcelo Vilar - Paulinho Kobayashi                 |
| Botafogo-PB          | João Pessoa        | Paraíba           | Gerson Gusmão                                        |
| Botafogo-SP          | Ribeirão Preto     | San Paolo         | - Argel Fucks - Samuel Dias                          |
| Criciúma             | Criciúma           | Santa Catarina    | - Paulo Baier - Cláudio Tencati                      |
| Ferroviário-CE       | Fortaleza          | Ceará             | - Francisco Diá - Anderson Batatais                  |
| Figueirense          | Florianópolis      | Santa Catarina    | - Jorginho                                           |
| Floresta             | Fortaleza          | Ceará             | Leston Júnior                                        |
| Ituano               | Itu                | San Paolo         | - Vinícius Bergantin - Mazola Júnior                 |
| Jacuipense           | Riachão do Jacuípe | Bahia             | - Jonilson Veloso - Luizinho Lopes - Jonilson Veloso |
| Manaus               | Manaus             | Amazonas          | - Marcelo Martelotte - Evaristo Piza                 |
| Mirassol             | Mirassol           | San Paolo         | Eduardo Baptista                                     |
| Grêmio Novorizontino | Novo Horizonte     | San Paolo         | Léo Condé                                            |
| Oeste                | Barueri            | San Paolo         | - Roberto Cavalo - João Brigatti - Sérgio Alexsandro |
| Paraná               | Curitiba           | Paraná            | - Maurílio - Sílvio Criciúma - Jorge Ferreira        |
| Paysandu             | Belém do Pará      | Pará              | - Vinícius Eutrópio - Roberto Fonseca                |
| Santa Cruz           | Recife             | Pernambuco        | - Bolívar - Roberto Fernandes                        |
| São José-RS          | Porto Alegre       | Rio Grande do Sul | - Hélio Vieira - Pingo                               |
| Tombense             | Tombos             | Minas Gerais      | Rafael Guanaes                                       |
| Volta Redonda        | Volta Redonda      | Rio de Janeiro    | Neto Colucci                                         |
| Ypiranga-RS          | Erechim            | Rio Grande do Sul | Júnior Rocha                                         |

## Prima fase

### Gruppo A
| Pos. | Squadra        | Pt | G  | V | N | P  | GF | GS | DR |
| ---- | -------------- | -- | -- | - | - | -- | -- | -- | -- |
| 1    | Paysandu       | 30 | 18 | 8 | 6 | 4  | 23 | 20 | +3 |
| 2    | Tombense       | 27 | 18 | 6 | 9 | 3  | 22 | 14 | +8 |
| 3    | Botafogo-PB    | 27 | 18 | 6 | 9 | 3  | 17 | 11 | +6 |
| 4    | Manaus         | 26 | 18 | 7 | 5 | 6  | 21 | 25 | –4 |
| 5    | Volta Redonda  | 26 | 18 | 6 | 8 | 4  | 21 | 16 | +5 |
| 6    | Ferroviário-CE | 24 | 18 | 5 | 9 | 4  | 14 | 12 | +2 |
| 7    | Altos          | 21 | 18 | 5 | 6 | 7  | 21 | 23 | –2 |
| 8    | Floresta       | 21 | 18 | 4 | 9 | 5  | 15 | 17 | –2 |
| 9    | Jacuipense     | 18 | 18 | 3 | 9 | 6  | 13 | 21 | –8 |
| 10   | Santa Cruz     | 12 | 18 | 2 | 6 | 10 | 11 | 19 | –8 |

|               | ALT  | BPB  | FAC  | FLO  | JAC  | MAN  | PAY  | STC  | TOM  | VRE  |
| ------------- | ---- | ---- | ---- | ---- | ---- | ---- | ---- | ---- | ---- | ---- |
| Altos         | –––– | 0–0  | 1–1  | 0-1  | 2–2  | 3-2  | 2–3  | 1–0  | 0–0  | 3-0  |
| Botafogo-PB   | 2-0  | –––– | 0-0  | 1–2  | 1–0  | 4–1  | 2–1  | 1–0  | 1–1  | 1-2  |
| Ferroviário   | 1-0  | 0-0  | –––– | 0–1  | 0-0  | 1–0  | 5–1  | 1-0  | 0-0  | 1-1  |
| Floresta      | 1-2  | 0-0  | 1-1  | –––– | 2-0  | 2–2  | 0-2  | 0-2  | 1-1  | 1-1  |
| Jacuipense    | 3-2  | 0-0  | 1-0  | 1-1  | –––– | 0–1  | 0-2  | 1-1  | 1-1  | 1-0  |
| Manaus        | 2-0  | 0-0  | 1-1  | 2-1  | 1-1  | –––– | 1-1  | 2-0  | 2-1  | 1-0  |
| Paysandu      | 1-1  | 0-2  | 0-2  | 1-1  | 2-0  | 2-0  | –––– | 1-0  | 1-0  | 0-0  |
| Santa Cruz    | 0–1  | 1-1  | 0-0  | 0-0  | 2-2  | 1-2  | 1-2  | –––– | 0–1  | 2-1  |
| Tombense      | 2-2  | 2-0  | 3-0  | 0-0  | 3-0  | 2-1  | 1-1  | 2-1  | –––– | 1-1  |
| Volta Redonda | 2-1  | 1-1  | 2-0  | 1-0  | 0-0  | 5-0  | 2-2  | 0-0  | 2-1  | –––– |

### Gruppo B
| Pos. | Squadra              | Pt | G  | V  | N | P  | GF | GS | DR  |
| ---- | -------------------- | -- | -- | -- | - | -- | -- | -- | --- |
| 1    | Grêmio Novorizontino | 39 | 18 | 12 | 3 | 3  | 24 | 10 | +14 |
| 2    | Ituano               | 33 | 18 | 9  | 6 | 3  | 22 | 16 | +6  |
| 3    | Ypiranga-RS          | 32 | 18 | 9  | 5 | 4  | 26 | 16 | +10 |
| 4    | Criciúma             | 30 | 18 | 9  | 3 | 6  | 19 | 16 | +3  |
| 5    | Figueirense          | 29 | 18 | 8  | 5 | 5  | 19 | 14 | +5  |
| 6    | São José-RS          | 23 | 18 | 6  | 5 | 7  | 22 | 22 | 0   |
| 7    | Botafogo-SP          | 22 | 18 | 6  | 4 | 8  | 15 | 22 | –7  |
| 8    | Mirassol             | 19 | 18 | 6  | 1 | 11 | 17 | 26 | –9  |
| 9    | Paraná               | 16 | 18 | 4  | 4 | 10 | 17 | 21 | –4  |
| 10   | Oeste                | 7  | 18 | 1  | 4 | 13 | 9  | 27 | –18 |

|               | BRP  | CRI  | FIG  | ITU  | MIR  | NOV  | OES  | PAR  | SJO   | YPI  |
| ------------- | ---- | ---- | ---- | ---- | ---- | ---- | ---- | ---- | ----- | ---- |
| Botafogo-SP   | –––– | 3–1  | 1–2  | 2–1  | 1-3  | 1–4  | 1-0  | 1-0  | 1-0   | 1–2  |
| Criciúma      | 0-0  | –––– | 1-0  | 1-0  | 3–0  | 1-0  | 3–1  | 2-0  | 2-1   | 2-1  |
| Figueirense   | 0-0  | 2-1  | –––– | 1–2  | 1-1  | 2-1  | 1-0  | 2-0  | 2-0   | 1-1  |
| Ituano        | 0-0  | 3–0  | 1-0  | –––– | 2-1  | 1-4  | 2-1  | 2-1  | 2–2   | 2-1  |
| Mirassol      | 1-0  | 2-0  | 0–1  | 1-2  | –––– | 0–1  | 2-1  | 0–3  | 2–5   | 1-2  |
| Novorizontino | 1-0  | 1-0  | 1-0  | 0-0  | 1-0  | –––– | 0-0  | 1-0  | 1-0   | 1-0  |
| Oeste         | 0-0  | 0-0  | 2-1  | 0-1  | 0-1  | 1-2  | –––– | 1-1  | 0-1   | 2-4  |
| Paraná        | 0-1  | 2-1  | 1-1  | 1-1  | 0-1  | 0–2  | 4-0  | –––– | 3-1   | 1-1  |
| São José-RS   | 4–2  | 0-0  | 1-2  | 0-0  | 2-1  | 1-1  | 1-0  | 1-0  | ––––  | 0-0  |
| Ypiranga-RS   | 3-0  | 0-1  | 0-0  | 0-0  | 1-0  | 3–2  | 2-0  | 2-0  | 2-1 — | –––– |

## Seconda fase

### Gruppo C
| Pos. | Squadra     | Pt | G | V | N | P | GF | GS | DR |
| ---- | ----------- | -- | - | - | - | - | -- | -- | -- |
| 1    | Ituano      | 13 | 6 | 4 | 1 | 1 | 11 | 5  | 6  |
| 2    | Criciúma    | 9  | 6 | 2 | 3 | 1 | 3  | 1  | 2  |
| 3    | Botafogo-PB | 8  | 6 | 2 | 2 | 2 | 3  | 4  | -1 |
| 4    | Paysandu    | 2  | 6 | 0 | 2 | 4 | 2  | 9  | -7 |

|             | BPB  | CRI  | ITU  | PAY  |
| ----------- | ---- | ---- | ---- | ---- |
| Botafogo-PB | –––– | 1-0  | 0-1  | 1-0  |
| Criciúma    | 0-0  | –––– | 0-0  | 0-0  |
| Ituano      | 3–1  | 0-2  | –––– | 3–1  |
| Paysandu    | 0-0  | 0-1  | 1-4  | –––– |

### Gruppo D
| Pos. | Squadra              | Pt | G | V | N | P | GF | GS | DR |
| ---- | -------------------- | -- | - | - | - | - | -- | -- | -- |
| 1    | Tombense             | 11 | 6 | 3 | 1 | 2 | 8  | 5  | 3  |
| 2    | Grêmio Novorizontino | 9  | 6 | 3 | 0 | 3 | 7  | 10 | -3 |
| 3    | Manaus               | 6  | 6 | 1 | 3 | 2 | 10 | 8  | 2  |
| 4    | Ypiranga-RS          | 6  | 6 | 1 | 3 | 2 | 6  | 7  | -1 |

|               | MAN  | NOV  | TOM  | YPI  |
| ------------- | ---- | ---- | ---- | ---- |
| Manaus        | –––– | 5-0  | 1-2  | 1-1  |
| Novorizontino | 2-0  | –––– | 0-1  | 1-0  |
| Tombense      | 2-2  | 1-2  | –––– | 1-1  |
| Ypiranga-RS   | 1-1  | 2-1  | 0-1  | –––– |

### Finale
| Squadra 1 | Totale | Squadra 2 | Andata | Ritorno |
| --------- | ------ | --------- | ------ | ------- |
| Tombense  | 1 - 4  | Ituano    | 1 - 1  | 0 - 3   |